# Made in Japan (Deep Forest)
Made in Japan è un album live del gruppo Deep Forest, pubblicato nel 1999.

## Tracce
1. Ekue Ekue – 5:18
2. Green and Blue – 6:00
3. Deep Weather – 6:16
4. Tres Marias (Japanese Edition Bonus Track) – 6:22
5. Bohemian Ballet – 6:16
6. Deep Folk Song – 2:26
7. Freedom Cry – 4:04
8. Cafe Europa – 5:48
9. Forest Power – 6:06
10. Hunting – 6:37
11. Forest Hymn – 5:22
12. Sweet Lullaby – 6:20
13. White Whisper (Japanese Edition Bonus Track) – 5:06
14. Madazulu – 5:01